# Quakers
Giáo Hữu Hội (tiếng Anh: The Religious Society of Friends), còn được gọi là The Quakers, là một nhóm Kitô giáo lịch sử của các phong trào tôn giáo chính thức được gọi là Hội Tôn giáo của các Tín hữu hoặc Giáo Hữu Hội. Các thành viên của các phong trào Quaker khác nhau nói chung đều thống nhất với niềm tin vào khả năng của từng người để trải nghiệm "ánh sáng bên trong", hoặc "của Thiên Chúa trong mọi người".. Phong trào này bắt đầu ở Anh từ đầu thập niên 1650. Từ "Quakers" có nghĩa là run rẩy giữa đường Chúa đi. Từ lúc ra đời, phong trào đã phải đối mặt với sự chống đối và bức hại; dù vậy, phong trào này tiếp tục lan rộng ra nhiều nơi trên thế giới, đặc biệt ở châu Mỹ và châu Phi.
Hiệp Hội Các Tín Hữu đã có ảnh hưởng mạnh trên lịch sử thế giới. Tiểu bang Pennsylvania của Hoa Kỳ được thành lập bởi William Penn, như là một chỗ an toàn cho những người Quakers để sống và để tu hành theo đức tin của mình. Người Quakers đã có vai trò quan trọng trong sự bãi nô, sự thừa nhận quyền bình đẳng nam nữ, và sự chấm dứt tình trạng chiến tranh. Họ cũng đã  xúc tiến giáo dục và sự đối xử nhân đạo với tù nhân và với người bệnh tâm thần, qua sự thành lập và canh tân nhiều định chế.
Nhiều hội đoàn Quakers đã xuất hiện ở Mỹ trong thế kỷ 19 và dù có phân rã như vậy, họ vẫn thống nhất cùng nhau ở chỗ hết lòng truy tìm và xúc tiến cái thực.
Một số người có thể tuyên xưng Chức vị tư tế dành cho mọi tín hữu, một giáo lý được bắt nguồn từ Sứ đồ đầu tiên của Phi-e-rơ. Họ bao gồm những người có sự hiểu biết về Tin lành, Thánh khiết, tự do, và Quaker truyền thống về Kitô giáo. Ngoài ra còn có Quakers vô thần có thực hành tinh thần không phụ thuộc vào sự tồn tại của một Thiên Chúa Kitô giáo. Đối với các mức độ khác nhau, các phong trào khác nhau tạo nên Hội Tôn giáo Tín hữu/Giáo hội Tín hữu tránh các tín ngưỡng và cấu trúc cấp bậc. Trong năm 2007, có khoảng 359.000 người lớn trên khắp thế giới. Trong năm 2012, có 377.055 người trưởng thành Quakers, với 52% ở châu Phi.
Khoảng 89% Quakers trên toàn thế giới thuộc về các ngành "Tin lành" và "được lập trình" của Quakerism